# La jueza del infierno
La jueza del infierno (en hangul, 지옥에서 온 판사; en hanja, 地獄에서 온 判事; McCune-Reischauer, Chiogesŏ on p'ansa) es una serie de televisión surcoreana escrita por Cho Yi-soo, dirigida por Park Jin-pyo, y protagonizada por Park Shin-hye y Kim Jae-young. Se emitirá por el canal SBS desde el 21 de septiembre hasta el 2 de noviembre de 2024, en horario de viernes y sábados a las 22:00 (hora local coreana). También estará disponible simultáneamente en la plataforma Disney+ para alrededor de cincuenta países de todo el mundo.

## Sinopsis
Kang Bit-na es una jueza controvertida, conocida por dictar sentencias leves a los criminales aunque luego tenga que enfrentarse a la desaprobación masiva del público. Sin que el resto del mundo lo sepa, Bit-na está poseída por un demonio cuya misión es encontrar y arrastrar a diez criminales de vuelta al infierno. Sin embargo, su misión se complica después de conocer al detective Han Da-on, por quien comienza a desarrollar sentimientos románticos.

## Reparto

### Principal
- Park Shin-hye como Kang Bit-na, una jueza poseída por un demonio que viene a este mundo para cumplir su misión de matar y enviar al infierno a aquellos que han causado la muerte de otros sin arrepentirse y que no han sido perdonados.[4][5][6]
- Kim Jae-young como Han Da-on, un detective de la unidad 2 de delitos violentos en la comisaría de policía de Nobong. Es amable, gentil, agudo y tiene excelentes habilidades de observación. Aunque es de buen corazón, alberga un dolor que nadie conoce.[4][6][7]

### Secundario

#### Ayudantes de Bit-na
- Kim In-kwon como Koo Man-do, asistente de Bit-na. Es un demonio que entró en el cuerpo de un juez del Tribunal del Distrito Central de Seúl.[8][9]
- Kim Ah-young como Lee Ah-rong, una demonio que se dedicaba a controlar y supervisar a los pecadores en el infierno, pero fue enviada a este mundo como castigo por dejar ir a un pecador. Mientras realiza su misión, se encuentra con Bit-na, a quien siempre ha respetado, y se enfrenta a varios incidentes.[10][11]
- Lee Joong-ok como Kim Jae-hyun, un demonio que dirige una empresa de limpieza llamada Byungjang Cleaning.[12][13]
- Ha Kyung-min como Moon Dong-joo, que gestiona Byungjang Cleaning junto a Jae-hyun.
- Kim Sang-woo como Valac, un joven demonio que es también humano debido a que no distingue claramente entre el bien y el mal desde que nació no hace mucho tiempo.[14][15]

#### Gente de Villa Hwangcheon
- Kim Jae-hwa como Jang Myung-sook, la propietaria de Villa Hwangcheon donde vive Bit-na, a la que lanza prédicas imprudentemente cada vez que tiene la oportunidad.[16][17]
- Park Ji-yeon como Yoo Jung-im, la madre de Min-joon, que trabaja de 9 de la noche a 9 de la mañana en un restaurante de fideos abierto todo el día.
- Oh Han-kyul como Yoo Min-joon, el hijo de Jung-im, estudiante de tercer año de secundaria con una personalidad tímida y tranquila.[18]
- Kim Young-ok como Oh Mi-ja, una persona mayor que vive sola y que se gana la vida recogiendo papel usado, pero es un personaje misterioso que derrama profecías llenas de maldiciones a la gente.[16][17]

#### Unidad 2 de crímenes violentos de la comisaría de Nobong
- Kim Hye-hwa como Kim So-young, jefa del equipo de la unidad de crímenes violentos en la comisaría de policía de Nobong, comenzó su carrera como oficial de policía y ascendió al puesto de inspectora gracias a sus propias habilidades.[17][19]
- Kim Ji-hoon como Park Dong-hoon, un sargento veterano del equipo.[20]
- Park Ji-hoon como Ko Eun-seop, detective de la unidad.[21]

#### Entorno de Da-on
- Han Sang-jin como Joo Hyung-seok, el marido de So-young y detective de la comisaría del distrito de Nobong. A diferencia de su brusca esposa, es infinitamente cariñoso y amistoso con sus hijos.[22][23]
- Lee Ga-yeon como Joo Da-hee, hija de So-young y Hyung-seok, estudiante de segundo año de secundaria.

#### Familia de Jung Jae-geol
- Kim Hong-pa como Jung Jae-geol, un miembro de la Asamblea Nacional durante cinco mandatos que nunca revela sus verdaderos sentimientos a los demás.[17][24]
- Lee Kyu-han como Jung Tae-kyoo, el hijo mayor de Jae-geol y director ejecutivo de Taeok Construction. Tiene una apariencia atractiva y una personalidad ordenada y educada, es un perfeccionista que debe hacer todo lo que se proponga. Se compromete con Bit-na a instancias de su padre.[25][26]
- Choi Dong-koo como Jung Sun-ho, hijo menor de Jae-geol, que ha sido diputado durante cinco legislaturas en la Asamblea Nacional; sufre complejo de inferioridad hacia su hermano mayor por causa de su padre, que lo considera con desaprobación. No le ayuda en ello tener antecedentes por consumo de drogas.[17][27][28]

#### Tribunal del Distrito Central de Seúl
- Lee Kyoo-hoe como Na Young-jin, juez principal del tribunal. Parece noble por fuera, pero en realidad es una persona muy vulgar.
- Kim Kwang-kyu como Ahn Dae-yong, un juez veterano de la 17.ª División Penal del tribunal, con una personalidad gentil y amable.[29]
- Lee Mi-do como Seo Hwa-sun, una jueza de la 16.ª división penal del Tribunal del Distrito Central de Seúl, que está llena de privilegios y convencida de ser una elegida, pero siente complejo de inferioridad respecto a Bit-na, que siempre está por delante de ella. También es experta en el arte de criticar sutilmente a otra persona fingiendo que le preocupan sus errores.[30][31]
- Do Eun-ha como Choi Won-kyung, una agente de la 18.ª división penal del Tribunal del Distrito Central de Seúl. Es un hada que sale del trabajo a tiempo, desaparece a las seis de la tarde y vive sin mucho interés por los demás: solo dice lo que tiene que decir sin escuchar lo que dice la otra persona.[32][33]

#### Otros
- Park Jung-yeon como Cha Min-jung, novia de Jeong-jun y víctima de violencia de pareja (ep. 1-2).[34][35]
- Jang Do-ha como Moon Jung-jun, el novio de Min-jung, un perpetrador de violencia en el noviazgo (ep. 1-2).[36]
- Park Myung-shin como la madre de Cha Min-jung.
- Jeong In-ki como el padre de Cha Min-jung.
- Lee Kyu-han como el asesino en serie J, un hombre que asesinó a doce personas entre 1998 y 1999.
- Im Se-joo como Bae Ja-young, autor de un asesinato de seguros y abuso infantil (ep. 3-4).[37]
- Nam Neung-mi como Jang Soon-hee.
- Kang Shin-il como Won Chang-sun, la víctima de Won-jung (ep. 7-8).[37]

### Apariciones especiales
- Oh Na-ra como Justitia, un demonio que es castigado a entrar en el cuerpo de Bit-na (ep. 1).[38]
- Shin Sung-rok como Bael, demonio de alto rango, el segundo al mando del infierno (ep. 1).[38]
- Yang Kyung-won como Yang Seung-bin, autor de un asesinato familiar (ep. 5-6).[37]
- Oh Eui-shik como Choi Won-jung (ep. 7-8).[37]
- Choi Dae-hoon como Jang Moon-jae, oficial de policía que se une a la unidad 2 de crímenes violentos en la comisaría de Nobong(ep. 9).[39]
- Kim Seung-hwa como Jung Joo-eun, la hija de Myung-sook.[40]
- Park Ho-san como Caelum, un demonio.

## Producción
La jueza del infierno es una producción de Studio S. El guion lo firma Jo Yi-soo, y la dirección corre a cargo de Park Jin-pyo, con una larga carrera como director de cine: Too Young to Die (2002), You Are My Sunshine (2005), Voice of a Murderer (2007), Closer to Heaven (2009), Love Forecast (2015), Brave Citizen (2023) entre otros títulos.
El 22 de septiembre de 2023 los medios periodísticos publicaron que Park Shin-hye aparecería en La jueza del infierno. El 15 de diciembre publicaron también que se le había ofrecido el papel de coprotagonista a Kim Jae-young, que estaba considerando la oferta positivamente. El 29 de diciembre de 2023 se confirmó la participación de Park Shin-hye y Kim Jae-young como protagonistas.
Estaba previsto que el rodaje comenzara a principios de 2024. El 13 de agosto aún se estaba rodando.
El 12 de agosto de 2024 se publicaron imágenes de la lectura del guion. Cuatro días después SBS lanzó un cartel de avance con la imagen de Park Shin-hye cuya forma humana contrasta con la sombra demoníaca que proyecta. El 30 del mismo mes Disney+ lanzó el primer avance y SBS el segundo. El 2 de septiembre se publicó el cartel principal, y al día siguiente se difundieron algunas imágenes de Park Shin-hye tomadas durante el rodaje, que muestran la doble apariencia del personaje.

## Estreno y audiencia
La serie se estrenó el sábado 21 de septiembre a las 22:00 horas (KST); ese día se emitieron los dos primeros episodios consecutivamente.

### Audiencia
| Temporada | Temporada | Episodio número | Episodio número | Episodio número | Episodio número | Episodio número | Episodio número | Episodio número | Episodio número | Episodio número | Episodio número | Episodio número | Episodio número | Episodio número | Episodio número | Promedio |
| Temporada | Temporada | 1               | 2               | 3               | 4               | 5               | 6               | 7               | 8               | 9               | 10              | 11              | 12              | 13              | 14              | Promedio |
| --------- | --------- | --------------- | --------------- | --------------- | --------------- | --------------- | --------------- | --------------- | --------------- | --------------- | --------------- | --------------- | --------------- | --------------- | --------------- | -------- |
|           | 1         | 1.339           | 1.757           | 1.487           | 1.787           | 1.841           | 2.475           | 1.962           | 2.594           | 2.096           | 2.274           | 2.387           | 2.352           | 2.384           | 2.444           | 2.084    |

| Episodio | Fecha de emisión         | Índices de audiencia | Índices de audiencia |
| Episodio | Fecha de emisión         | Nacional             | Seúl                 |
| --- | ------------------------ | -------------------- | -------------------- |
| 1 | 21 de septiembre de 2024 | 6,8 % (6.ª)          | 7,2 % (4.ª)          |
| 2 | 21 de septiembre de 2024 | 9,3 % (2.ª)          | 9,8 % (2.ª)          |
| 3 | 27 de septiembre de 2024 | 8,0 % (4.ª)          | 8,5 % (2.ª)          |
| 4 | 28 de septiembre de 2024 | 9,7 % (2.ª)          | 9,8 % (2.ª)          |
| 5 | 4 de octubre de 2024     | 9,3 % (2.ª)          | 9,2 % (2.ª)          |
| 6 | 5 de octubre de 2024     | 13,1 % (2.ª)         | 13,5 % (1.ª)         |
| 7 | 11 de octubre de 2024    | 11,0 % (1.ª)         | 11,1 % (1.ª)         |
| 8 | 12 de octubre de 2024    | 13,6 % (2.ª)         | 13,7 % (1.ª)         |
| 9 | 18 de octubre de 2024    | 11,5 % (1.ª)         | 11,7 % (1.ª)         |
| 10 | 19 de octubre de 2024    | 11,4 % (2.ª)         | 10,9 % (2.ª)         |
| 11 | 25 de octubre de 2024    | 12,6 % (1.ª)         | 12,5 % (1.ª)         |
| 12 | 26 de octubre de 2024    | 11,7 % (2.ª)         | 11,5 % (2.ª)         |
| 13 | 1 de noviembre de 2024   | 11,9 % (1.ª)         | 12,0 % (1.ª)         |
| 14 | 2 de noviembre de 2024   | 11,9 % (2.ª)         | 11,3 % (2.ª)         |
| Promedio | Promedio                 | 10,8 %               | 10,9 %               |
| - En la tabla superior, los números azules representan las calificaciones más bajas y los números rojos representan las más altas. |                          |                      |                      |